# Règles du hockey sur gazon
 (octobre 2020).
Les règles du hockey sur gazon forment un ensemble réglementaire qui organise la pratique concrète du hockey sur gazon.

## Règles de base
Les joueurs de hockey doivent avoir le contrôle absolu des passes et des frappes qu’ils effectuent et doivent savoir arrêter les balles à l’aide de leur crosse avec toute la dextérité nécessaire.
Les joueurs contrôlent la balle uniquement à l’aide de la face intérieure plate de leur crosse. Il leur est interdit de se servir de leurs pieds ou de toute autre partie du corps. Exception faite pour le gardien de but qui, quand il se trouve dans sa propre zone et qu’il essaie de repousser l’attaque de l’adversaire, peut utiliser n’importe quelle partie du corps, en plus de sa crosse afin d’empêcher l’équipe adverse de marquer un but. Le règlement du hockey sur gazon s'apparente à celui du football ou handball.

## Les équipes
Le hockey met aux prises deux équipes de onze joueurs chacune et cinq remplaçants maximum (seize joueurs sur la feuille de match).
Chaque équipe est composée d’avants (attaquant), de demis (milieu de terrain) et d’arrières (défenseur) répartis sur l’ensemble du terrain et d’un gardien de but qui lui, reste à l’intérieur de sa zone d’en-but (demi-cercle de 16 m de rayon ayant pour centre le centre du but).
Les remplacements des joueurs sont illimités et peuvent avoir lieu à n’importe quel moment du match, sauf en cas de penalty corner ou de stroke. Dans ces cas, les remplacements ne sont autorisés que si un joueur est blessé ou si le gardien de but est exclu du terrain.

## Le terrain
Le terrain de hockey est une surface rectangulaire de 91,40 m de long sur 55 m de large. Il est délimité par des lignes de touche (sur la longueur) et des lignes de but (sur la largeur) au milieu desquelles sont placées les cages. Autour de la cage et partant des lignes de but, une ligne en demi-cercle de seize mètres de rayon délimite la zone de tir. Le terrain entier, donc avec les zones de tir, est découpé en quatre par trois bandes qui traversent le terrain sur sa largeur, placée au centre (appelée « les 50 »), et deux autres bandes a 22 mètres des cages qui permettent de jouer les fautes rapidement (voir paragraphe fautes).

## But
Un but est marqué dès que la balle a pénétré dans la cage de l’adversaire. Elle doit être touchée par le joueur attaquant (depuis les nouvelles règles en vigueur depuis janvier 2014) à l’intérieur de la zone de tir, avant de venir se loger dans les filets de l’adversaire. Si le but a été marqué d'au delà de la ligne de but, alors le but n'est pas accepté.

## Les fautes
Depuis cette année[Laquelle ?], les fautes peuvent être jouées à soi-même. Pour les fautes bord cercle, il faut parcourir cinq yards en dehors du demi-cercle avant de pouvoir y pénétrer.
Il existe plusieurs types de fautes :
- les touches (dont les grands corners) ;
- les coups francs (pieds, balle dangereuse…) ;
- les pénaltys corners ;
- les strokes.

Lorsqu'une faute est faite dans la zone, l'arbitre peut décider de ne pas faire de petit corner (par exemple faire un pied sur la ligne de zone). Le joueur qui joue la balle doit donc reculer à cinq mètres de la zone.
Lorsqu'une faute est sifflée dans les 22' (entre la zone et la ligne des 22), tous les joueurs doivent être à cinq mètres, ce qui n'est pas le cas sur le centre du terrain où seuls les adversaires doivent être à cinq mètres. De plus, la balle doit rouler cinq mètres avant d'être envoyée vers la zone.

## Le pénalty corner
Si l’équipe en défense enfreint le règlement à l’intérieur de sa zone involontairement ou volontairement dans le cercle, un penalty corner est accordé à l’équipe adverse. Cela peut aussi avoir lieu lorsqu'un défenseur sort la balle volontairement en grand corner (corner comme en foot).
Il est exécuté de la façon suivante : un joueur de l’équipe adverse prend position sur un point de la ligne de but et donne la balle à un de ses coéquipiers hors du cercle de tir. Parallèlement, cinq arrières ou quatre plus fréquemment, attendent derrière la ligne de but. Deux courent en direction du joueur adverse s’apprêtant à envoyer la balle et les deux autres restent souvent au poteau pour essayer d'arrêter la balle si le gardien la loupe et l'expulser hors du cercle. Quand la balle est sortie du cercle (elle ne doit plus être immobilisée), le joueur attaquant peut alors shooter ou pusher (envoyer la balle en la poussant) et marquer un but.
Pour que le but soit validé, la balle ne doit pas dépasser en hauteur le niveau de la planche au fond du but. Cette règle s'exécute uniquement sur un shoot direct.
Les strokes sont sifflés lorsqu'un joueur défenseur enfreint volontairement le règlement dans sa zone d'envoi. Mais il reste peu fréquent car c'est l'équivalent d'un penalty au foot.
Les penaltys corners sont généralement appelés « PC ».

## Durée d'un match
Selon les règles de la FIH, un match de hockey est constitué de quatre quart-temps de 15 minutes avec une pause de deux minutes entre les deux premiers et deux derniers quart-temps et une pause de cinq minutes entre les quart-temps 2 et 3 (avant 2019, les matchs avaient une durée de deux mi-temps de 35 minutes). Les équipes peuvent toutefois convenir de périodes et de pauses différentes si les règles propres à leur compétition le permettent.
L'équipe ayant marqué le plus de buts pendant les deux mi-temps est déclarée vainqueur. 
Dans le cas où les deux équipes sont à égalité à la fin du temps règlementaire, elles choisissent 5 joueurs chacune qui vont procéder à une série de shoot out (un joueur part des 22 m et a 8 secondes pour marquer face au gardien). L'équipe qui a marqué le plus de shoot out à la fin de la séance remporte la partie.

## Arbitrage
Les matches de hockey sont contrôlés par deux arbitres. Pour les compétitions internationales, sont désignés des arbitres originaires de pays neutres. Leur rôle consiste à assurer la légalité du jeu et obliger les joueurs à respecter le règlement. Chaque arbitre a la responsabilité de la moitié du terrain. Responsable chacun d'une moitié du terrain, ils travaillent en étroite collaboration et restent, depuis 2007, en communication permanente pendant toute la durée du match en étant doté d'un émetteur/récepteur et d'une oreillette. Leurs décisions sont indiquées par une gestuelle déterminée.
Les fautes sont sanctionnées de la manière suivante :
- carton vert : exclusion de deux minutes ;
- carton jaune : exclusion pour un temps de cinq ou dix minutes selon la gravité de la faute ;
- carton rouge : exclusion définitive.